# Chácara das Pedras

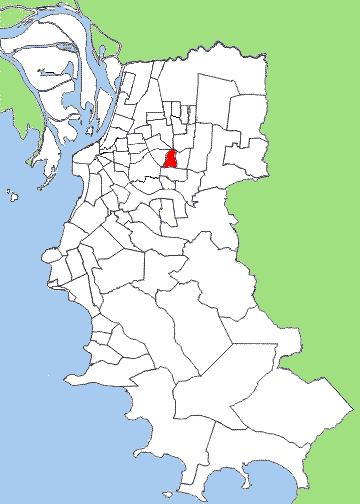
Cette image représente Chácara das Pedras

Chácara das Pedras est un quartier de la ville de Porto Alegre, capitale de l'État du Rio Grande do Sul.
Il a été créé par la Loi 2022 du 07/12/1959.

## Données générales
- Population (2000) : 7.034 habitants
  - Hommes : 3.276
  - Femmes : 3.758
- Superficie : 102 ha
- Densité : 68,96 hab/ha

## Limites actuelles
De l'avenue Protásio Alves, angle de la rue João Paetzel, jusqu'à la rue General Barreto Vianna ; de cette dernière à l'avenue Dr. Nilo Peçanha ; de celle-ci, sens Est/Ouest, jusqu'à la limite du quartier Três Figueiras et la rue Gustavo Schmidt ;  puis jusqu'à la rue Jorge Fayet et, de là, à la rue João Paetzel et retour à l'avenue Protásio Alves.

## Localisation
Chácara das Pedras est situé dans la zone Ouest de Porto Alegre, entre les quartiers Vila Jardim et Três Figueiras.

## Histoire
Les premières occupations de Chácara das Pedras remontent à la fin du XIXe siècle. De cette période aux années 1940 et 1950, la zone fut peu habitée. Son nom vient du grand nombre de pierres qui se trouvaient dans la région, avant l'occupation effective du lieu.
La construction du Centre commercial Iguatemi, dans les années 1980, a impulsé le développement du quartier, contribuant à la valorisation des habitations sises dans ses limites.

## Aujourd'hui
Actuellement, le quartier fait partie de la zone "noble" de la ville, où les résidences et les édifices présentent une belle architecture, surtout ceux localisés sur l'avenue Avenida Nilo Peçanha. Chácara das Pedras garde des caractéristiques résidentielles, possédant un grand nombre de maisons individuelles. Il dispose de commerces et de services, principalement situés sur l'avenue précitée.
C'est un des quartiers les plus recherchés de Porto Alegre, dû à sa tranquillité et à son cadre de vie.

## Note
1. ↑  Chácara : champ, étendue ; Pedras : pierres.